# AMELX
AMELX (англ. Amelogenin, X-linked) – білок, який кодується однойменним геном, розташованим у людей на X-хромосомі. Довжина поліпептидного ланцюга білка становить 191 амінокислот, а молекулярна маса — 21 603.
| 10         |  | 20         |  | 30         |  | 40         |  | 50         |
| ---------- |  | ---------- |  | ---------- |  | ---------- |  | ---------- |
| MGTWILFACL |  | LGAAFAMPLP |  | PHPGHPGYIN |  | FSYEVLTPLK |  | WYQSIRPPYP |
| SYGYEPMGGW |  | LHHQIIPVLS |  | QQHPPTHTLQ |  | PHHHIPVVPA |  | QQPVIPQQPM |
| MPVPGQHSMT |  | PIQHHQPNLP |  | PPAQQPYQPQ |  | PVQPQPHQPM |  | QPQPPVHPMQ |
| PLPPQPPLPP |  | MFPMQPLPPM |  | LPDLTLEAWP |  | STDKTKREEV |  | D          |

A: Аланін

C: Цистеїн

D: Аспарагінова кислота

E: Глутамінова кислота

F: Фенілаланін

G: Гліцин

H: Гістидин

I: Ізолейцин

K: Лізин

L: Лейцин

M: Метіонін

N: Аспарагін

P: Пролін

Q: Глутамін

R: Аргінін

S: Серин

T: Треонін

V: Валін

W: Триптофан

Кодований геном білок за функцією належить до фосфопротеїнів. 
Задіяний у такому біологічному процесі, як альтернативний сплайсинг. 
Локалізований у позаклітинному матриксі.
Також секретований назовні.